# Христофор (Цамалаидзе)
Митрополит Христофо́р (груз. ქრისტეფორე, в миру Омар Ясонович Цамалаидзе, груз. ომარ იასონის ძე წამალაიძე; род. 17 августа 1943, Сиони, Мцхета-Мтианети) — епископ греческой старостильной юрисдикции — Священный Митрополичий Синод Отеческого Календаря Церкви ИПХ Греции; митрополит Мцхетско-Тбилисский и всея Картлинский (с 2011).

## Биография
Родился 17 августа 1943 года в деревне Сиони Казбекского района. В 1958 году окончил среднюю школу в родной деревне
1964—1965 годы работал в организации, обслуживающей военно-грузинскую дорогу, в 1965—1968 годы работал старшим мастером на участке дороги.
C 1966 по 1974 заочно обучался на экономическом факультете Тбилисского государственного университета.
В 1972—1973 годы работал старшим экономистом на заводе.
В 1973—1975 годы работал начальником экономического отдела.
1975—1977 годах работал в отделе финансово-экономического планирования.
В 1977—1978 годы работал заместителем начальника финансового отдела Министерства культуры Грузинской ССР.
С апреля по декабрь 1978 года работал управляющим фермерским хозяйством, принадлежащим Грузинской православной церкви.
В декабре 1978 года в кафедральном соборе Сиони был хиротонисан во диакона, а 19 декабря 1978 года — во пресвитера.
19 августа 1979 года состоялась его архиерейская хиротония во епископа Маргветского.
Активно поддержал движение за выход Грузии из состава СССР. Проводил митинги.
В 1992 году на непродолжительное время он был назначен управляющим Батумско-Шемокмедской епархией.
21 декабря 1992 года переведён на Агаракско-Цалкскую епископскую кафедру.
После свержения первого президента Грузии Звиада Гамсахурдия, активным сторонником которого являлся епископ Христофор, последний был вынужден покинуть Грузию и поселился в Германии, за что Священным синодом Грузинской православной церкви был запрещён в священнослужении.
5 апреля 1995 года назначен управляющим Урбнисской и Руисской епархией, где между ним и приходским духовенством вспыхнул серьёзный конфликт.
17 августа 1995 года решением Священного синода Грузинской православной церкви епископ Христофор (Цамалаидзе) «за игнорирование последнего предупреждения Священного синода, за самовольное оставление епархии и за самовольное перемещение из Грузии в иностранное государство» был освобождён от управления епархией и запрещён в священнослужении. После этого он длительное время проживал в Германии.
14 декабря 2000 года Священный синод Грузинской православной церкви, рассмотрел письмо запрещённого епископа Христофора и ответы епископа Христофора на вопросы, сформулированные комиссией Синода во главе с митрополтом Константином (Меликидзе). Синод нашёл ответы неуместными и неудовлетворительными и постановил оставить в силе наложенное на епископа Христофора запрещение в священнослужении.
В 2004 году епископ Христофор (Цамалаидзе) предпринял попытку примирения с Грузинской патриархией и выразил желание вернуться к управлению епархией. Священный синод предложил ему удалиться в монастырь на покаяние, после чего могло бы произойти обсуждение вопроса восстановления в архиерейском служении. Не согласившись с этим условием, епископ Христофор продолжил своё независимое существование.
В январе 2006 году он посетил Украину и вступил в литургическое общение с иерархами неканонического Киевского патриархата. 23 января того же года, узнав, что в Киеве с визитом на предмет открытия грузинского храма находятся Василий Кобахидзе и епископ Христофор (Цамалаидзе), канцелярия Грузинской православной церкви направила в митрополию канонической Украинской православной церкви письмо. В нем, в частности, сообщалось: «Из грузинских СМИ нам стало известно, что для участия в праздничных мероприятиях в город Киев также прибыли епископ Христофор (Цамалаидзе) и протоиерей Василий Кобахидзе, которые выступают от имени Грузинской православной церкви. По этому поводу Грузинская патриархия заявляет: за грубые и неоднократные нарушения епископ Христофор (Цамалаидзе) и протоиерей Василий Кобахидзе по решению Священного синода Грузинской православной церкви в течение последних лет находятся в запрещении священнослужения. Соответственно, действия вышеуказанных лиц являются самовольными и неканоническими». 25 января принял участие в пресс-конференции в информагентстве УНИАН, где высказал мнение, что в ближайшем будущем Грузинская Православная Церковь официально признает «Киевский патриархат».
В 2009 году изъявил повторное желание воссоединится с канонической Церковью и возобновить архиерейское служение. 23 декабря 2009 года на заседании Священного синода Грузинской православной церкви было принято решение о назначении ему испытательного срока с пребыванием в пределах Ахалкалакско-Кумурдской епархии, после прохождения которого предполагалось вернуться к вопросу назначения на епископскую кафедру.
Не посчитав возможным прохождение испытательного срока, епископ Христофор отказался от идеи воссоединения с Грузинской церковью. Спустя непродолжительное время он усвоил себе титул «митрополита Мцхетско-Тбилисского и всея Картлинской».
6 марта 2011 года вошёл в юрисдикцию греческой старостильной религиозной организации «Священный Митрополичий Синод Отеческого Календаря Церкви ИПХ Греции».
В 2019 году сына епископа Христофора Ясона Цамалаидзе, нашли мёртвым в его доме в Тбилиси.